# کوه گاهینگا
کوه گاهینگا (به لاتین: Mount Gahinga) یک کوه در رواندا است که در Musanze District واقع شده‌است. کوه گاهینگا ۳٬۴۷۳ متر بالاتر از سطح دریا واقع شده‌است.